# Tequimilpa
Tequimilpa är en ort i Mexiko.   Den ligger i kommunen Villa Guerrero och delstaten Mexiko, i den sydöstra delen av landet, 80 km sydväst om huvudstaden Mexico City. Tequimilpa ligger 2 172 meter över havet och antalet invånare är 174.
Terrängen runt Tequimilpa är lite bergig. Runt Tequimilpa är det ganska tätbefolkat, med 199 invånare per kvadratkilometer. Närmaste större samhälle är Ixtapan de la Sal, 12,1 km söder om Tequimilpa. I omgivningarna runt Tequimilpa växer huvudsakligen savannskog.